# Cantone di Vertou-Vignoble
Il Cantone di Vertou-Vignoble era una divisione amministrativa dell'arrondissement di Nantes.
È stato soppresso a seguito della riforma complessiva dei cantoni del 2014, che è entrata in vigore con le elezioni dipartimentali del 2015.
Comprendeva i comuni di:
- Basse-Goulaine
- Château-Thébaud
- La Haie-Fouassière
- Haute-Goulaine
- Saint-Fiacre-sur-Maine